# Adin Vrabac
Adin Vrabac, né le 27 janvier 1994, à Sarajevo, en Bosnie-Herzégovine, est un joueur bosnien de basket-ball. Il évolue au poste d'ailier.

## Palmarès
- Coupe intercontinentale :
  - Vainqueur : 2017.
- Coupe de Bosnie-Herzégovine :
  - Vainqueur : 2020.